# Lethe rawsoni
Lethe rawsoni är en fjärilsart som beskrevs av William D. Field 1936. Lethe rawsoni ingår i släktet Lethe och familjen praktfjärilar. Inga underarter finns listade i Catalogue of Life.